# Фра Крістофоро
Фра Крістофо́ро, в світі Лодові́ко Пічена́рді (?, Кремона — 10 червня 1630, Мілан) — чернець ордену капуцинів, відомий своїм наверненням і жертовним життям. Один з героїв роману Алессандро Мандзоні «Заручені».

## Життєпис
За найбільш відомою версією, походив зі знатної купецької родини Джузеппе і Сусанни Челлана, що мешкала у Кремоні в XVI столітті. Лодовіко Піченарді охрестили 5 грудня 1568 року. Його батько на старості полишив торгові справи і присвятив себе вихованню єдиного сина. Старий відцурався своєї професії і волів, щоби син не займався торгівлею, а вів пристойне світське життя. Для цього він виховав нащадка в аристократичних традиціях.
Юний Лодовіко по смерті батька успадкував значні статки і намагався увійти в середовище міських магнатів. Однак аристократи нехтували неродовитим чужинцем. Обурений Піченарді намагався помститися їм показними розкошами, але тільки накликав на себе ще більшу зневагу. Тоді він почав демонстративно підтримувати бідняків. Замолоду він мав гарячу, запальну і гордовиту вдачу, проте водночас мав потяг до чистоти, справедливості. З цими рисами характеру він перетворився на бунтаря, який постійно ставав на бік скривджених проти сильніших. З одного боку це привернуло до нього простих людей, з іншого — породило в аристократичному середовищі численних і запеклих ворогів. Щоб убезпечити себе від замаху на життя Лодовіко Піченарді, подібно до інших дворян того часу, користувався послугами браві.
Одного разу між Лодовіко і місцевим дворянином сталася сутичка. В бою, захищаючи Піченарді, загинув його відданий слуга на ім'я Крістофоро. Побачивши це, Лодовіко убив винуватця трагедії — синьйора. Ці дві смерті справили на нього настільки глибоке враження, що він розкаявся у невпорядкованому способі життя і постригся у ченці в ордені капуцинів. Свої статки Лодовіко передав на утримання родини слуги, в пам'ять про загиблого він також назвався у чернецтві братом (фра) Крістофоро. Відразу після навернення фра Крістофоро попросив вибачення у родичів загиблого синьйора. Цей публічний акт покаяння отримав широкий розголос і прославив молодого ченця.
Пізніше фра Крістофоро жив у монастирі в Пескареніко. Серед братів він вирізнявся досконалим послухом, чистотою, ораторським мистецтвом, а серед мирян уславився численними ділами милосердя, щирою і неформальною допомогою, яку готовий був надати кожному. В 1630 році, коли Мілан вразила епідемія бубонної чуми, фра Крістофоро разом з іншими капуцинами добровільно взяв на себе обов'язок доглядати хворих у міському лазареті. Прибувши до лазарету на початку червня він вже за кілька днів заразився і помер 10 червня. Місце його поховання невідомо.

## У літературі
Слід зазначити, що ранній період життя фра Крістофоро не описаний в книгах того часу. Більш-менш докладні біографічні відомості можна отримали стосовно останніх його днів, проведених у Мілані в боротьбі з чумою. Інформація про це міститься у документах капуцинського ордену, а також в літописі Піо від Хреста.
Історію життя прославленого ченця італійський письменник Алессандро Мандзоні подав у своєму найвідомішому романі «Заручені». В ньому фра Крістофоро показаний смиренним і мудрим сміливцем, який не боїться сказати правду в очі вороже налаштованому вельможі. Цим він являє протилежність іншому релігійному герою роману — боягузу отцю Абондіо, який отримав сан заради вигод священницького життя, а не за покликанням. Показово, що обидва герої твору мешкають поблизу один від одного, але протягом усього сюжету жодного разу не зустрічаються — в такий спосіб письменник показує антагонізм їхнього духовного життя.
Відомо, що Мандзоні при роботі над романом досліджував численні історичні документи. Одні дослідники вважають це достатньою підставою для верифікації саме мандзонівської версії походження фра Крістофоро з Кремони. Інші, навпаки, вважають, що цю версію почали просувати під впливом роману Мандзоні, а тому вона не є вірогідною. Так чи інакше фра Крістофоро залишається напівлегендарною постаттю італійської історії.